# Never Get Out of These Blues Alive
Never Get Out Of These Blues Alive ist ein Studioalbum des US-amerikanischen Bluesmusikers John Lee Hooker. Es wurde am 28. und 29. September 1971 aufgenommen und 1972 von ABC Records veröffentlicht. Alle Stücke darauf stammen von John Lee Hooker. Die LP wurde von Ed Michel produziert.
Hooker arbeitet auf diesem Album mit Van Morrison, Elvin Bishop, Charlie Musselwhite und  Steve Miller zusammen. Im Duett mit Morrison singt Hooker das über 10 Minuten lange, titelgebende Stück Never Get Out of These Blues Alive.
Der Rockmusik-Kritiker Robert Christgau bewertete dieses Album und insbesondere das Stück T.B. Sheets ausgesprochen positiv.

## Titel
1. "Bumble Bee, Bumble Bee" – 4:12
2. "Hit the Road" – 2:57
3. "Country Boy" – 6:59
4. "Boogie with the Hook" – 6:32
5. "T.B. Sheets" – 4:58
6. "Letter to My Baby" – 3:57
7. "Never Get Out of These Blues Alive" – 10:15

## Mitwirkende
- John Lee Hooker – Gitarre, Gesang
- Van Morrison – Gitarre, Gesang
- Elvin Bishop – Slidegitarre
- Michael White – E-Geige
- Charlie Musselwhite – Mundharmonika
- Gino Skaggs – Schlagzeug, Bass
- Steven Miller – Orgel
- Mark Naftalin – Piano
- Benny Rowe – Slidegitarre
- Robert Hooker – Orgel, E-Piano
- Ron Beck – Schlagzeug
- Mel Brown – Guitar, Bass
- Clifford Coulter – E-Piano
- Chuck Crimelli – Schlagzeug
- Earl Hooker – Gitarre
- John Kahn – Bass
- Ray MacCarty – Gitarre
- Ken Swank – Schlagzeug
- Luther Tucker – Gitarre
- Paul Wood – Gitarre

- Ed Michel – Produzent
- Ken Hopkins – Toningenieur
- Rick Stanley – Assistenz-Toningenieur
- Baker Bigsby – Mixing
- Philip Melnick – Coverdesign, Fotografie